# Chris Fehn
Christopher Michael "Chris" Fehn (Des Moines, 24 februari 1972), ook bekend als #3, is een Amerikaanse muzikant die bekendstond als een van de twee percussionisten van de Amerikaanse nu-metalband Slipknot. Hij zat bij Slipknot tot maart 2019.

## Vroege jaren
Fehn werd geboren in Des Moines, Iowa en groeide op in Ankeny, een plaatsje ten noorden van Des Moines. Voordat zijn werk bij Slipknot begon speelde hij rugby in het team van Wayne State University. Fehn sloot zich aan bij Slipknot rond april 1997. Hij verving percussionist Greg Welts, die de band verliet na een persoonlijk conflict met drummer Joey Jordison.

## Carrière bij Slipknot
Naast percussie verleent Fehn ook achtergrondzang tijdens een aantal nummers van Slipknot, zoals "(sic)" en "Psychosocial". Dit doet hij zowel in de studio als live. Buiten Slipknot is Fehn een fanatieke golfer, op de Slipknot-dvd Voliminal: inside the nine wordt Fehn geïnterviewd terwijl hij golf speelt.
Voordat Fehn zich aansloot bij Slipknot was hij goede vrienden met Slipknots andere percussionist Shawn "Clown" Crahan. Fehn vroeg aan Crahan of hij Joey Jordisons drumtechnicus kon worden. Kort daarna bood Crahan hem aan om percussie bij Slipknot te spelen. Fehn kreeg een demo met een aantal nummers, hij hoorde de ruige versie van "Spit it Out", speelde daar wat percussie op en werd lid van Slipknot.

## Masker
Fehn gebruikt een masker in de Tengu-stijl, door de jaren veranderde het van kleur en andere details. Het heeft een neus van ongeveer 19 cm lang. Er zijn zes bekende varianten van het masker, zoals het bleke, leren masker tijdens de tour van het tweede Slipknot-album Iowa en het rode masker tijdens de tour van het derde album Vol 3: The Subliminal Verses. Ook droeg hij een wit masker op de voorkant van Slipknots titelloze debuutalbum. Fehns masker voor de tour van  All Hope Is Gone heeft twee versies, één zoals al zijn andere maskers en één waarmee alleen zijn gezicht en niet zijn hoofd wordt bedekt. Het opvallende aan Fehn's maskers is dat het ontwerp in al zijn jaren met Slipknot hetzelfde gebleven is. Alleen de kleur en de stof veranderde af en toe. 
Er zijn een aantal theorieën over waar het idee voor het masker vandaan kwam. Eén theorie is dat het lijkt op maskers die werden gedragen door dokters in de Middeleeuwen tijdens de pest. De neus van het masker zat dan vol met kruiden die de dokters zouden "beschermen". Een tweede theorie is dat het idee van een masker komt uit de film A Clockwork Orange uit 1971. Een laatste theorie is dat het idee van het personage Pinokkio komt.

## Discografie met Slipknot
- 1999: Slipknot (album)
- 2002: Iowa (album)
- 2004: Vol 3: The Subliminal Verses
- 2008: All Hope is Gone
- 2014: The Gray Chapter

## Filmografie
- 1999: Welcome to our Neighborhood
- 2002: Disasterpieces
- 2002: Rollerball
- 2006: Voliminal: Inside the Nine
- 2008: Nine: the making of "All Hope is Gone"

- Gemeinsame Normdatei: 1141227053
- International Standard Name Identifier: 0000 0000 2031 6433
- MusicBrainz: 2610ba0c-fe94-4e04-8e15-4b29966afffc
- Virtual International Authority File: 8543292